# Galerie Arnot
Die Galerie Arnot war eine von 1909 bis 1928 bestehende Kunstgalerie im Wiener Gemeindebezirk Innere Stadt. Sie wurde von dem österreichisch-britischen Kunsthändler und Maler Guido Arnot betrieben.

## Galerist

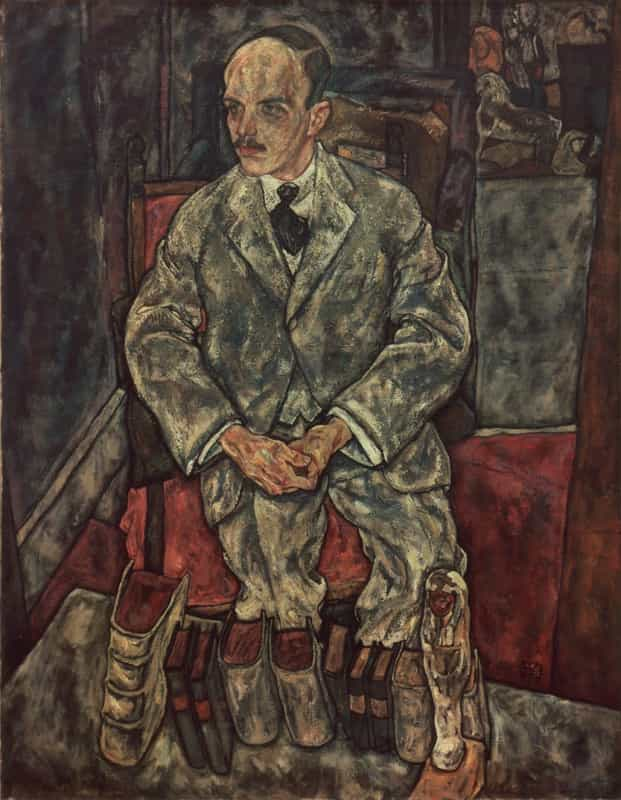
Bildnis des Kunsthändlers Guido Arnot von Egon Schiele (Öl auf Leinwand, 1918)

Guido Abeles (* 24. Juni 1876 in Wien; † 1946 in London) war ein Sohn des aus Böhmen stammenden Rahmenhändlers Markus Abeles († 1908) und dessen Ehefrau Franziska Abeles († 1921). Ab 1894 nannte er sich Guido Arnot. Er studierte Malerei und Kunstgeschichte in Florenz und Paris, wo er unter anderem ein Schüler des französischen Historienmalers Tony Robert-Fleury war. Als Maler schuf er vor allem Porträts und mitunter auch Landschaften. Er stellte 1905 im Pariser Salon und von 1909 bis 1916 im Wiener Künstlerhaus aus.
1909 beschloss Arnot, der zuvor schon einige Zeit Kunstwerke gesammelt hatte, eine Galerie in Wien zu eröffnen, angeblich „mehr zum Sport“ und ohne große Hoffnung auf Erfolg. Er konnte sich jedoch in den folgenden Jahren als bedeutender Händler zeitgenössischer Kunst etablieren. 1917 bestellte ihn das Handelsgericht zum gerichtlich beeideten Sachverständigen für alte und moderne Kunst.
Arnot hatte in Wien keinen eigenen Wohnsitz, sondern wohnte während seiner Aufenthalte in Hotels, insbesondere im Hotel Bristol. 1919 meldete er sich in die Schweiz ab, hielt sich aber wohl noch gelegentlich in Österreich auf. 1928 löste er die Galerie auf und emigrierte nach London. 1934 erhielt er die britische Staatsbürgerschaft. Er starb 1946 in London.
Auch sein älterer Bruder Hugo Arnot (* 1872) gründete 1914 eine Kunsthandlung im 1. Wiener Bezirk (Kärntnerstraße 53–55). Die Nationalsozialisten verfolgten ihn nach dem „Anschluss“ Österreichs als Juden und „arisierten“ sein Geschäft. Im Juni 1939 flüchtete er nach London.

## Galerie

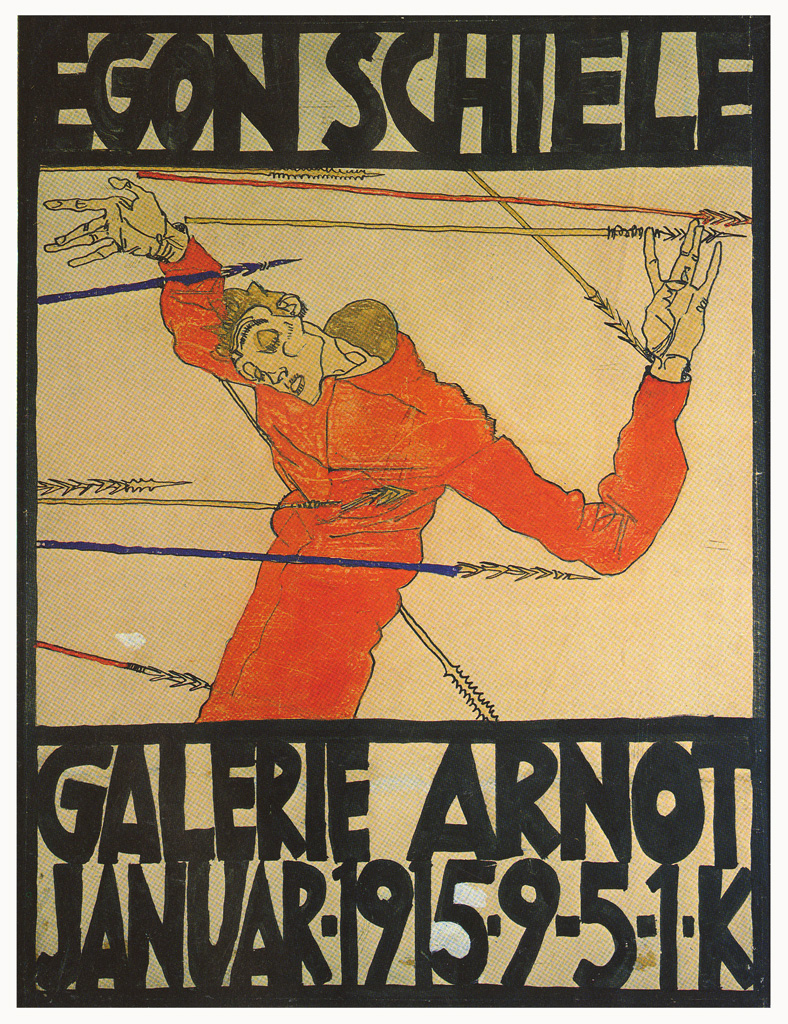
Plakat Schieles für seine Ausstellung in der Galerie Arnot (Selbstbildnis als hl. Sebastian)

Guido Arnot beantragte 1909 die Eintragung der Firma „Galerie Arnot“ am Kärntner Ring 13 im Handelsregister. Ab dem 15. November 1911 befand sich die Galerie am Kärntner Ring 15. Zudem gab es Filialen in Paris und London.
Arnot eröffnete seine Wiener Galerie im Oktober/November 1909 mit einer Tina-Blau-Kollektivausstellung. Es folgte eine Humoristen-Ausstellung, an der neben Mitarbeitern der Wiener Zeitschrift Muskete vor allem Pariser Künstler teilnahmen. Auch danach bestritt Arnot das Programm teilweise mit englischen, französischen und schottischen Künstlern, wohl aufgrund der Filialen im Ausland. Die Neue Freie Presse urteilte einige Monate nach der Eröffnung, dass „die Kunsthandlung Arnot […] dadurch vorteilhaft auffällt, dass sie ihre Darbietungen auf einem gleichmäßigen und sehr anständigen Niveau halten, dabei dem Kitsch ebenso ausweichen wie der billigen Rennomier-Moderne“.
Arnot organisierte weiterhin Themenausstellungen und Personalausstellungen von zeitgenössischen Künstlern, wobei er sowohl moderne als auch konservative Künstler vertrat. Begleitend erschien eine Reihe von Katalogen, für deren kultivierte Gestaltung die Galerie bekannt wurde.
Zu den Künstlern der Moderne, mit denen Arnot zusammenarbeitete, gehörte Egon Schiele. 1912 begann er dessen Werke anzukaufen. Von Dezember 1914 bis Januar 1915 fand in der Galerie Arnot die zweite Wiener Einzelausstellung Schieles statt. Sie war vielbeachtet, brachte aber nicht viele Verkäufe. Gezeigt wurden 16 Gemälde sowie Aquarelle und Zeichnungen. Darunter war Schieles Selbstbildnis als heiliger Sebastian, das auch als Werbeplakat für die Ausstellung verwendet wurde. 1915 fand eine weitere kleinere Schiele-Ausstellung in der Galerie Arnot statt, eine geplante Fortsetzung im Folgejahr scheiterte an Differenzen über die Aufteilung des Gewinns. Trotzdem blieb Schiele mit Guido Arnot in Kontakt und malte 1918 in seinem Atelier ein Porträt des Kunsthändlers.
Weitere Künstler, die ihre Werke in der Galerie Arnot präsentierten, waren unter anderem Hugo Charlemont, Anton Hlavaček, Wilhelm Kuhnert, Max Kurzweil, Eleonore Doelter (1910), Johanna Meier-Michel (1911), Fritzi Ulreich (1911), Lona von Zamboni (1911), Abel Faivre (1912), Sebastian Isepp (1915), Edmund Pick-Morino (1915), Moritz Coschell (1916), Hans Trudel (1916), Ludwig Heinrich Jungnickel (1916), Madame d’Ora (1916), Anton Faistauer (1917), Georges Kars (1917 in Pariser Filiale), Alfred Kubin (1917) und Arthur Stadler (1917).
Die Galerie Arnot gehörte bis 1914 zusammen mit Pisko und Miethke zu den wichtigsten Avantgarde-Galerien in Wien. Nach dem Ersten Weltkrieg konnten diese Galerien jedoch nicht mehr an ihre Leistungen anschließen und wurden in ihrer Bedeutung von neuen Akteuren wie dem Kunsthändler Gustav Nebehay abgelöst.
Am 25. September 1928 wurde auf Guido Arnots Antrag hin die „Galerie Arnot“ im Handelsregister gelöscht.